# Niels Fleuren
Niels Fleuren (ur. 1 listopada 1986) – holenderski piłkarz występujący na pozycji obrońcy w FC Oss. Wcześniej występował w drużynach VVV Venlo oraz FC Emmen, a także w młodzieżowym zespole Vitesse'08.
W Eredivisie rozegrał 113 spotkań.